# Setun (Fluss)
Setun (russisch Се́тунь) ist ein rund 38 Kilometer langer rechter Nebenfluss der Moskwa in Russland. Er entspringt in der näheren Umgebung von Moskau nahe dem Dorf Salarjewo etwas westlich des äußeren Autobahnringes, fließt durch den Westlichen Verwaltungsbezirk der russischen Hauptstadt und mündet schließlich nahe der Sperlingsberge in die Moskwa.
Das Setun-Tal und das angrenzende Waldgebiet in der Moskauer Ortschaft Matwejewskoje, in dessen Nähe sich auch die ehemalige Datscha Stalins befindet, ist durch seine landschaftliche Attraktivität bekannt und wurde 1991 zum geschützten Landschaftsbestandteil erklärt. Obwohl im Fluss selbst noch einige Fischarten wie Rotauge, Flussbarsch, Karausche und Hecht vorzufinden sind, hat Setun wegen der starken Gewässerverschmutzung durch einige anliegende Industriebetriebe keine Bedeutung für die Fischereiwirtschaft.